# 三阪亙

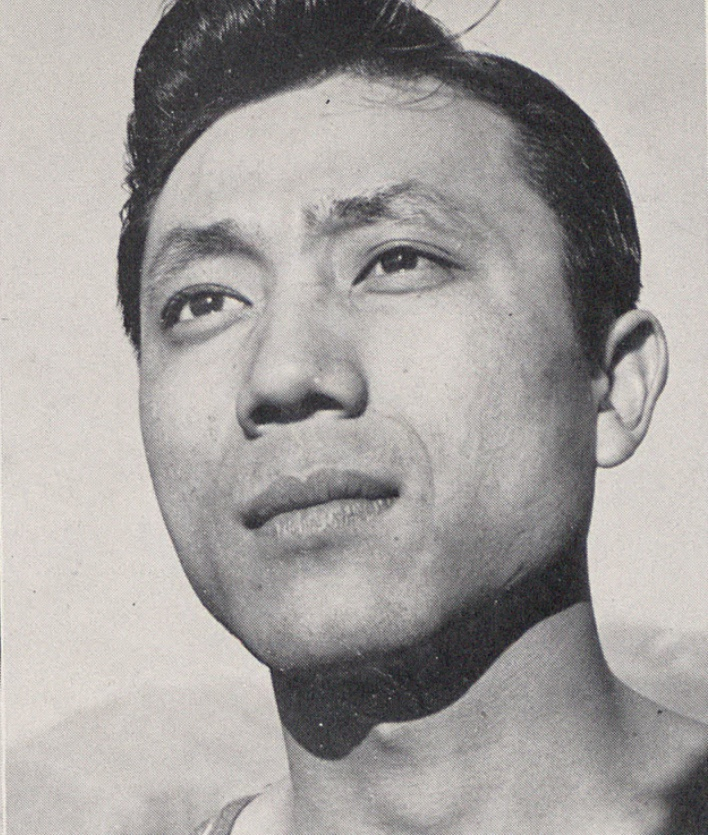
三阪亙

三阪亙（英語：Wataru "Wat" Misaka，日语：／ Misaka Wataru，1923年12月21日—2019年11月20日），生于美国犹他州奧格登，日裔美国职业篮球运动员，是第一位进入NBA联盟（当时称之为BAA）的非白人球员與首位亞裔球員。
三阪亘就讀犹他大学期间，帮助球队取得了1944年NCAA冠军和1947年全国邀请锦标赛 (NIT)冠军。他身高5英尺7英寸（1.70米），在1947年NBA选秀中第七轮第一位被纽约尼克斯队选中，在1947-48赛季的NBA比赛中他为球队打了三场比赛总共得到7分，之后被球队裁掉。三阪在1999年被引入犹他体育名人堂。